# アイナル・デュリエー

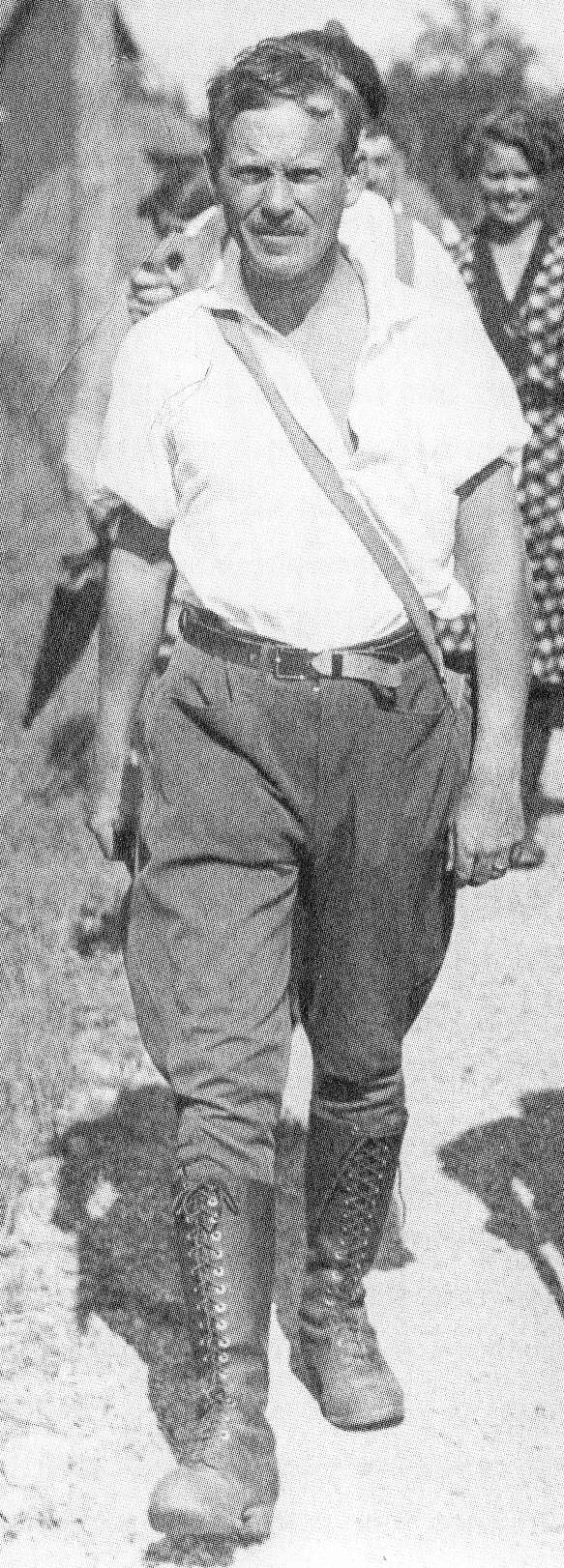
Einar Du Rietz

アイナル・デュリエー（Gustaf Einar Du Rietz、1895年4月25日 - 1967年3月7日）はスウェーデンの植物学者である。植物社会学や植生学の分野で働いた。

## 略歴
ストックホルムのBrommaで生まれた。フランスを出自とするスウェーデン貴族、デュリエー家の家系で、飼料会社、Stockholms Benmjölsfabrik ABの社長の息子に生まれた。1921年にウプサラ大学で学位を得て、ウプサラ大学の講師となった。1922年博士号を得た。ウプサラの植物学博物館の学芸員も務めた。アビスコの自然科学研究所の生物地理学の長を務め、国際的なスカンジナビア全域の植物地理学調査の事務局を務めた。ニュージーランド、オーストラリアなど国外の調査を行った。植物生態学や地衣類学を専門とし、ウプサラ大学での植物社会学研究を推進した。1925年に発表した生活形の分類で知られる。
ウプサラ大学の植物学の教授となり、1949年にスウェーデン王立科学アカデミーの会員に選ばれた。1912年から1966年の間に約250に上る科学論文を執筆した。
植物学者、古植物学者、セルナンデル（Rutger Sernander）の娘と結婚し、3人の子供をもうけた。